# Hildegard Elisabeth Keller

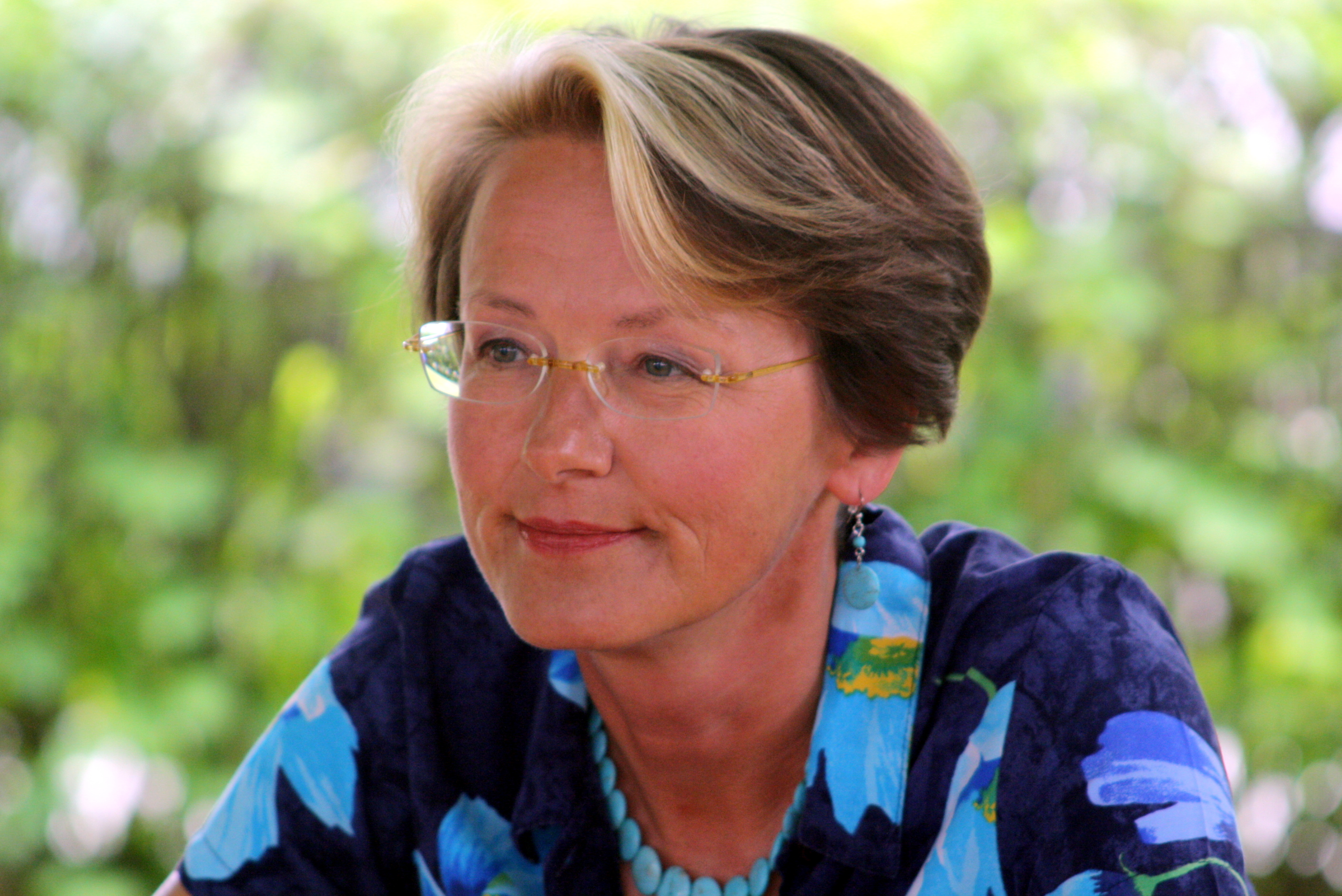
Hildegard Elisabeth Keller, Jurorin beim Ingeborg Bachmann Preis 2010

Hildegard Elisabeth Keller (* 1960 in St. Gallen) ist eine Schweizer Autorin, Literaturwissenschaftlerin, Literaturkritikerin, Übersetzerin, Dokumentarfilmerin und Kulturunternehmerin. Sie lehrt und forscht an der Universität Zürich und war bis 2017 Professorin an der Indiana University Bloomington (USA).

## Leben und Wirken
Hildegard E. Keller wuchs in Wil SG auf. Von 1981 bis 1983 studierte sie Germanistik, Hispanistik und Soziologie an der Universität Basel, ab 1984 Deutsche und Spanische Literatur- und Sprachwissenschaft in Zürich. In dieser Zeit entwickelte sie ein besonderes Interesse für die Literatur des Mittelalters und deren Köpfe, insbesondere die Autorinnen mystischer Texte. 1992 promovierte sie bei Alois Maria Haas an der Universität Zürich zur Allegorese des St. Trudperter Hoheslieds (12. Jahrhundert). 2000 wurde sie mit ihren Arbeiten zur mittelalterlichen Mystik habilitiert und erhielt die Venia Legendi für deutsche Literaturwissenschaft.

### Autorin
Während ihres Studiums begann Keller eigene Texte zu schreiben, vor allem für das Theater. Als Autorin und Produzentin von Texten, Hörspielen, Performances, Filmen und transmedialen Erzählformen erforscht sie seither Biografien von Künstlern und Denkern und verbindet historische Fakten und Fiktion, um einen frischen Blick auf ihr Leben und Wirken zu gewinnen. Ihre Trilogie des Zeitlosen (2011) schafft so einen neuen Zugang zu Heinrich Seuse, Elsbeth Stagel, Meister Eckhart, Zhuangzi, Hildegard von Bingen, Mechthild von Magdeburg, Hadewijch und Etty Hillesum. Der Band Die Stunde des Hundes wurde mit dem Mystikpreis der Theophrastus-Stiftung ausgezeichnet und für den Deutschen Hörbuchpreis nominiert.
Zu Gottfried Kellers 200. Geburtstag im Jahr 2019 erschien Lydias Fest, in dem Hildegard Keller die fiktive Geschichte einer von Lydia Welti-Escher geplanten Geburtstagsfeier für den Schriftsteller erzählt, ergänzt durch Rezepte und nahrungsmittelhistorische Einschübe von Christof Burkard. 2020 folgte Frisch auf den Tisch mit gesammelten Kolumnen aus dem Magazin Literarischer Monat sowie neuen Texten und Rezepten zu Persönlichkeiten der Literaturgeschichte. Keller gestaltete und illustrierte die Bücher selbst.
Im Februar 2021 erschien der erste Roman Kellers, Was wir scheinen, beim Eichborn-Verlag. Der Roman begleitet Hannah Arendt in ihrem letzten Sommer auf eine Urlaubsreise in die Schweiz und lässt sie auf ihr bewegtes Leben zurückblicken. Die Autorin verwebt dabei historische Fakten und Fiktion. So seien die Fakten der Adolf-Eichmann-Kontroverse für den Roman zentral, weil sie Arendt zur Ikone und Stigmatisierten gemacht hätten. Der Frage, was das mit Arendt selbst gemacht habe, könne man aber nur in einem Roman nachgehen, weil es dafür zwar Indizien, aber keine Belege gebe, so Keller im Schweizer Fernsehen. Das Kulturmagazin Saiten schrieb, Keller sei „das Kunstwerk gelungen, einen Roman über Hannah Arendt zu schreiben, der sich leicht lesen lässt, ohne das Thema auf die leichte Schulter zu nehmen.“ Der Devise von Arendt selbst folgend gelinge es Keller, in die Schuhe anderer zu schlüpfen, um „den Menschen Hannah Arendt hinter dem Monument zu erkennen“.
Im Herbst 2024 erschien Kellers zweibändige Biografie der Schriftstellerin Alfonsina Storni, deren Werke sie zuvor übersetzt und neu herausgegeben hatte.